# Oswald Freisler
Oswald Freisler (Hameln, Alemania; 28 de diciembre de 1895 – Berlín, 4 de marzo de 1939) fue un jurista durante el régimen nazi.
Ejerció abogacía en Kassel, fue hermano del poderoso juez Roland Freisler del Tribunal del Pueblo.
Se afilió al partido nazi en 1927, mudándose a Berlín y trabajando en el estudio del abogado judío Johannes Werthauer, quien abandonó Alemania en 1933 para impartir clases en la Sorbona.
Su posición controvertida en algunos asuntos ocasionó roces entre Goebbels y su hermano.
Se suicidó en 1939.

## Literatura y referencias
- Gert Buchheit: Richter in roter Robe. Freisler, Präsident des Volksgerichtshofes, München (List) 1968 (S. 12-3, 276-8)
- Bibliografía relacionada con Oswald Freisler en el catálogo de la Biblioteca Nacional de Alemania.

- Datos: Q97589